# 希雷姆
希雷姆（Śrem）是位於波蘭的城市。自1999年起，屬大波蘭省。在1975年至1998年期間，屬波茲南省。在歷史上曾屬德國。

## 友好城市
- 法國 吉尚

52°05′N 17°01′E / 52.083°N 17.017°E